# Kerrea Gilbert
 (juin 2018).
Si vous disposez d'ouvrages ou d'articles de référence ou si vous connaissez des sites web de qualité traitant du thème abordé ici, merci de compléter l'article en donnant les références utiles à sa vérifiabilité et en les liant à la section « Notes et références ».
Kerrea Gilbert, né le 28 février 1987 à Willesden, est un joueur de football de l'équipe réserve d'Arsenal et un défenseur. Il est actuellement prêté à Peterborough United. 